# Atzenried
Atzenried ist ein Weiler der 1972 eingemeindeten Gemeinde Sankt Lorenz in Kempten (Allgäu).

## Geschichte
Atzenried wird ab 1451 als „stiftkemptisches Lehen“, „Stockmans Gut ze Atzenried“, erwähnt. 1526 wird es auch „Autzenried“ genannt.
Atzenried gehörte zur Hauptmannschaft Hirschdorf, deren Gebiet 1802 zunächst der Stadt Kempten angegliedert wurde und 1818 Teil der neu gebildeten Gemeinde Sankt Lorenz wurde, die ihrerseits 1972 wieder nach Kempten eingemeindet wurde.
Nach der Häuserstatistik um 1800 hatten die damals zwei Anwesen von Atzenried (die Bauerngüter Abele und Ley) zusammengenommen eine Fläche von 58,10 Tagewerk oder 19,8 Hektar.